# Canales patagónicos
Los canales patagónicos  son una red de canales que abarcan cinco grados de latitud, en la región austral de Chile.
Administrativamente, todos los canales y sus riberas pertenecen a la Región de Aysén del General Carlos Ibáñez del Campo y a la XII Región de Magallanes y de la Antártica Chilena.

## Recorrido
Se denominan canales patagónicos los canales que se forman entre las costas que comienzan en las islas del archipiélago Guayaneco (aproximadamente en 47°37′00″S 74°47′30″O / -47.61667, -74.79167) y terminan en los islotes Fairway (52°44′30″S 73°48′00″O / -52.74167, -73.80000 ) incluyendo el seno Baker. Entre estos distinguimos canales principales y canales secundarios. Todas las naves extranjeras que navegan por estos canales deben obligatoriamente llevar a bordo prácticos chilenos.
Los principales son aquellos interiores que sirven como ruta a la navegación comercial y están señalizados mediante faros, balizas y boyas. Por ellos se recala a los cuatro puntos habitados de la región, caleta Tortel, Puerto Edén, Guarello y Puerto Natales.
Los secundarios son aquellos que sirven para acceder al océano o bien para navegarlos en caso de necesidad; no cuentan con faros y balizas.

### Canales principales y secundarios
Todos estos canales se agrupan en cinco grupos principales, según sea su dirección paralela a la costa patágónica o perpendicular:
- Grupo principal longitudinal: desde el  golfo de Penas al estrecho de Magallanes, una vía marítima con unos 707,5 km (382 millas marinas) de largo. Está formado, en dirección norte a sur, por los siguientes tramos:

- canal Messier, angostura Inglesa, paso del Indio, canal Escape, paso del Abismo, paso Piloto Pardo, canal Grappler, canal Icy, canal Wide, canal Concepción, canal Inocentes, angostura Guía, canal Sarmiento y canal Smyth.

- Canales secundarios: canal Fallos, canal Ladrillero, canal Trinidad, canal Picton, canal Albatross, canal Barbarossa, canal Adalberto, canal del Castillo, canal Hernán Gallego, canal Machado, canal del Laberinto y canal Covadonga.
- Grupo colateral hacia caleta Tortel: formado por el canal Baker, con unos 130 km (70 millas). Tiene como canal secundario el canal Martínez.
- Grupo colateral hacia Puerto Natales: formado por el seno Unión, canal Morla Vicuña, canal Kirke, canal Valdés y golfo Almirante Montt, una ruta de 93 km (50 millas). Tiene como canales secundarios el canal Santa María y el canal White.
- Grupo colateral transversal  de acceso a bahía Corbeta Papudo: canal Oeste. Lugar en que se encuentran las instalaciones de la Compañía de Acero del Pacífico, empresa chilena que extrae y embarca la piedra caliza de isla Guarello. El canal tiene una longitud de 17 millas marinas.[4]

## Geología y orografía
Todo el archipiélago patagónico data de la época terciaria y es producto de la misma causa geológica que hizo aparecer primero la cordillera de la Costa y luego la de los Andes. En la edad glacial, tomó su aspecto actual siendo la continuación hacia el sur de la cordillera de la Costa.
Es de origen ígneo por la clase de roca que lo constituye y por su relieve áspero e irregular, característico de las cadenas de erupción.
En el pasado se produjo un hundimiento del territorio provocado por el encuentro, frente a la península de Taitao, de tres placas tectónicas: la de Nazca y la Antártica, que se mueven hacia el este, y la Sudamericana, que se desplaza hacia el oeste. Esto produjo un notorio hundimiento del borde de la placa Sudamericana. Los suelos bajaron su nivel, fragmentándose y en los que  penetró el mar en las partes hundidas surgiendo gran cantidad de islas.  Además, la intensa actividad glaciar esculpió profundos valles, que luego del hundimiento originaron los numerosos fiordos existentes en las orillas de los canales.
Son una sucesión de tierras altas y barrancosas con numerosas cumbres y promontorios muy parecidos entre sí. Sus cabos y puntas terminan en forma abrupta.
Las costas son acantiladas y sus canales en general son limpios y abiertos, donde hay escollos estos están invariablemente marcados por sargazos. 
Existen alturas bastante notables que sirven para reconocer la entrada a los diferentes senos, canales o bahías. Estas están claramente indicadas en las respectivas cartas y derroteros de la región.

## Climatología
La región es afectada continuamente por vientos del oeste y por el paso frecuente de sistemas frontales. Estos sistemas frontales se generan en la latitud 60° S, zona en la que confluyen masas de aire subtropical y masas de aire polar creando un cinturón de bajas presiones que forma los sistemas frontales.
Esta área tiene un clima que se conoce como “templado frío lluviosos” que se extiende desde la parte sur de la X Región de Los Lagos hasta el estrecho de Magallanes. Aquí se registran las máximas cantidades de precipitaciones, en isla Guarello se han alcanzado hasta 9000 mm anuales.
La nubosidad atmosférica es alta, los días despejados son escasos. La amplitud térmica es reducida, la oscilación anual es de aproximadamente 4 °C con una temperatura media de 9 °C. Precipita durante todo el año siendo más lluvioso hacia el otoño.
Existen solo dos estaciones: verano e invierno. El verano comienza en septiembre y los vientos empiezan a rondar del NW al SW. Los días comienza a ser más largos y en octubre puede haber algunos días despejados. En los meses de diciembre, enero y febrero los vientos ya soplan casi exclusivamente del SW con gran intensidad.
Las lluvias, en esta estación, son frecuentes pero no tan persistentes como en el invierno y se presentan bajo la forma de fuertes y copiosos chubascos. La mejor época del año es la que va de febrero a abril. En mayo se observan bravezas de mar que traen mucha marejada. En mayo caen las primeras nevazones las que continúan durante todo el invierno. Las nevazones a veces son tan espesas que la visibilidad se ve reducida a no más de 100 metros. El viento ha rondado al NW. Los meses de junio y julio se consideran los peores del año. El mal tiempo es el estado normal de la región, el buen tiempo es un accidente transitorio.
En la mayoría de los senos, esteros y canales las tierras altas hacen cambiar la dirección del viento verdadero. El viento tiende a soplar a lo largo de los canales, siguiendo su dirección y hacia abajo en los valles.
En los puertos y fondeaderos que se encuentran a sotavento de las tierras altas, cuando los chubascos que soplan por lo alto encuentran quebradas o valles, bajan por ellos en forma repentina y violenta, a estos chubascos se les conoce como “williwaws”.
El viento dominante en toda la zona según el mes es: enero del NW – febrero del W – marzo y abril del W – mayo ronda al S – junio cambia al SW – julio y agosto entre el W al SW – septiembre del E y del N – octubre del W – noviembre del W al NW y en diciembre del WNW.

## Flora y fauna
En las laderas y hondonadas de los cerros crece un bosque tupido que se afirma en los intersticios de las rocas, los árboles se entrelazan unos con otros. Normalmente no se desarrollan sobre los 50 metros sobre el nivel del mar, pero donde está resguardado del viento dominante sube hasta los 200 y 300 metros sobre dicho nivel.
Sobre la roca desnuda se observa una formación esponjosa sobre la cual crecen líquenes y musgos desde los cuales surge el agua a la menor presión que se ejerza sobre su superficie. Algunos árboles son el haya, el tepú y el canelo.
El reino animal es muy reducido, se pueden encontrar el zorro y algunos roedores. Hay lobos y nutrias.
Entre las aves terrestres y acuáticas podemos encontrar el martín pescador, el tordo, el zorzal, el cisne, el pato, el pingüino, el canquén, la gaviota y el quetro o pato a vapor.
Entre los peces se encuentran el róbalo, el pejerrey, el blanquillo y la vieja. Entre los mariscos hay centollas, jaibas, erizos y choros.

## Producción

### Producción minera
Solo se han encontrado minerales de piedra caliza en la isla Guarello el que es extraído y embarcado por la Compañía de Acero del Pacífico y de mármol en la isla Diego de Almagro.

### Producción ganadera
El Seno Última Esperanza, por la buena calidad de sus pastos, es la única parte de esta región donde se ha desarrollado con excelente resultado la crianza de ganado ovejuno, lo que ha originado industrias de carnes frigorizadas, graserías y exportación de lanas.

## Historia
Por más de 6000 años estos canales y sus costas han sido recorridas por los kawésqar, indígenas, nómades canoeros. Hay dos hipótesis sobre su llegada a los lugares de poblamiento. Una, que procedían del norte siguiendo la ruta de los canales chilotes y que atravesaron hacia el sur cruzando el istmo de Ofqui. La otra es que procedían desde el sur y que a través de un proceso de colonización y transformación de poblaciones cazadoras terrestres, procedentes de la patagonia oriental, poblaron las islas del estrecho de Magallanes y subieron por los canales patagónicos hasta el golfo de Penas. A comienzos del siglo XXI este pueblo había sido prácticamente aniquilado por la acción del hombre blanco.

## Expediciones y trabajos hidrográficos
A contar de 1520, con el descubrimiento del estrecho de Magallanes, pocas regiones han sido tan exploradas como la de los canales patagónicos. En las cartas antiguas la región de la Patagonia, entre los paralelos 48° y 50° Sur, aparecía ocupada casi exclusivamente por una gran isla denominada “Campana” separada del continente por el “canal de la nación Calén”, nación que se supuso existió hasta el siglo XVIII entre los paralelos 48° y 49° de latitud sur.
Desde mediados del siglo XX esos canales son recorridos con seguridad por grandes naves de todas las naciones, gracias a los numerosos reconocimientos y trabajos hidrográficos efectuados en esas peligrosas costas. A continuación damos una síntesis de estas exploraciones y trabajos.

### Trabajos hidrográficos
- Exploración del comandante Phillip Parker King (1826–30)

Inglaterra en 1826 decidió enviar una expedición hidrográfica con el objeto de levantar las costas de América del Sur. Para ello envió los barcos HMS Adventure y HMS Beagle, que colocó bajo el mando del comandante Phillip Parker King que además comandaba la HMS Adventure y al comandante Pringle Stokes al mando del HMS Beagle, al que sucedió el comandante Robert Fitz Roy después de su muerte en 1828. Teniendo como puerto base para sus trabajos hidrográficos Puerto del Hambre, en el estrecho de Magallanes, efectuaron levantamientos y observaciones en el estrecho y en los canales patagónicos en 4 campañas. Ninguno de los viajes de exploración precedentes puede compararse en eficiencia con la labor hidrográfica de esta expedición.
- Exploración del comandante Robert Fitz Roy (1831)

El Almirantazgo Británico envió una nueva expedición hidrográfica, esta vez al mando del comandante Robert Fitz Roy. Permaneció en el estrecho desde enero de 1832 hasta el 10 de junio del mismo año, fecha en que inició el regreso a su patria.
- Exploración de R. C. Mayne (1868–69). El almirantazgo Británico envió al comandante Mayne al mando del HMS Nassau a completar los trabajos hidrográficos en los canales patagónicos.
- Exploración del comandante Enrique Simpson (1875). La Armada de Chile comisionó al comandante Enrique Simpson al mando de la corbeta Chacabuco para que reconociera los canales patagónicos. Levantó un plano del seno Molyneaux y planos de los puertos Simpson y seno Lynch.
- Exploración del comandante Oscar Viel (1879). La Armada de Chile comisionó nuevamente a la corbeta Chacabuco ahora al mando del comandante Oscar Viel para que efectuara el reconocimiento de los canales del archipiélago Reina Adelaida, al poco tiempo la campaña fue suspendida por el inicio de la Guerra del Pacífico.
- Exploración del capitán Mc Clear (1879–80). Inglaterra envió el buque hidrográfico Alert al mando del comandante Mc Clear para que explorara los canales Picton, Trinidad y adyacentes.
- Exploración del capitán Amezaga (1882). En el primer semestre de este año la corbeta italiana Caracciolo al mando del capitán Amezaga levantó el canal Oeste, puerto Caracciolo y caleta Rayo.
- Exploración del buque alemán “Albatross” (1884). Aunque no se tienen antecedentes de quién era su comandante, sí se registra el paso del buque de la armada alemana “Albatross” por los canales patagónicos levantando los que cruzan la isla Wellington.
- Exploración del comandante Ramón Serrano (1885). La Armada comisionó al comandante Ramón Serrano Montaner al mando de la escampavía Toro para que reconociera y levantara los canales Fallos, Ladrillero y Machado.
- Exploración y levantamiento del seno Baker (1900–01). A comienzos del año 1900 la Armada comisionó al comandante Francisco Nef al mando de la cañonera Magallanes para que efectuara el levantamiento completo del seno Baker. La comisión duró hasta abril de 1901.
- Levantamiento del seno Última Esperanza (1903–04). La Armada comisionó al crucero Presidente Pinto para que al mando del comandante Salustio Valdés levantara el seno Última Esperanza, estuarios y canales adyacentes. Esto debido al gran desarrollo comercial e industrial que experimentaba la región por la instalación de estancias destinadas a la crianza de ganado ovino y de frigoríficos en Puerto Natales.
- Levantamiento del archipiélago Reina Adelaida (1904). La Armada envió a la cañonera Magallanes al mando del comandante Baldomero Pacheco para que efectuara el levantamiento de la parte occidental de la isla grande del archipiélago Reina Adelaida y el reconocimiento del canal Bambach. El trabajo se inició en la bahía Muñoz Gamero y continuó por los canales Smyth, Viel, Molinas, seno Riveros, seno Membrillar y canal Bambach.
- Levantamiento de la costa occidental del archipiélago Madre de Dios (1910). La Armada comisionó al crucero Presidente Errázuriz al mando del comandante Rubén Morales para que rectificara los levantamientos efectuados en la costa occidental del archipiélago Madre de Dios.
- Sondajes en la costa occidental de la Patagonia (1911). La Armada comisionó al transporte Maipo al mando del comandante Florencio Dublé para que en los meses de marzo y abril sondara en los mares de las costas de los archipiélagos de la Patagonia, incluyendo el golfo de Penas hasta Evangelistas.
- Reconocimiento de los archipiélagos Mornington, North y Campana (1911–12). La Armada comisionó al crucero Errázuriz bajo el mando del comandante Roberto Maldonado al que se les subordinaron los tenders “Águila” y “Porvenir” para que reconociera y rectificaran los trabajos hidrográficos del canal Del Castillo y las costas de las islas Duque de York, Diego de Almagro y Ramírez.
- 1912 Escampavía “Porvenir” al mando del comandante Raúl Rivera reconoce los canales de archipiélago Reina Adelaida.
- 1913 Escampavía “Porvenir” al mando del comandante Bordes reconoce seno Unión.
- 1922 Crucero “Zenteno” al mando del comandante Francisco Merino, levantamiento canal Smyth, seno Icy y canal Martínez.
- 1925 Escampavía “Porvenir” al mando del comandante Francisco Acosta efectúa sondajes en los canales Gray y Mayne.
- 1925 Minador “Orompello” al mando del comandante Julio Allard levanta el canal Ballena.
- 1953 Transporte “Micalvi” al mando del comandante Manuel Lara reconoce canal Sierralta.
- 1957 Patrullero “Lientur” al mando del comandante Horacio Justiniano trabaja en el canal Oeste.
- 1963 Patrullero “Lautaro” al mando comandante Roberto Benavente efectúa levantamiento estrecho Collingwood y pasos Farquhar y Victoria.
- 1970 Barcaza “Orompello” al mando del comandante Sergio Yuseff reconoce costas canales Grappler e Icy.
- 1972 AP “Piloto Pardo” al mando del comandante Germán Guesalaga efectúa sondaje y apoyo geodésico área canales Grappler y Escape.
- 1973 AP “Piloto Pardo” al mando del comandante John Martin efectúa sondaje y apoyo geodésico área canales Gray, Mayne y Smith.
- 1975 AGS “Yelcho” y AP “Pardo” al mando de los comandantes Juan Mackay y Franklin González respectivamente efectúan sondajes en el canal Trinidad y puerto Alert.
- 1978 AGS “Yelcho” al mando del comandante Guillermo Concha realiza sondajes en puerto Grappler, canales Escape, Wide e Icy.
- 1978 AP “Piloto pardo” al mando del comandante Gustavo Pfeiffer efectúa sondajes en el paso Summer y canal Gray.
- 1979 AGS “Yelcho” al mando del comandante Hernán Couyoudjian reconocimiento y sondaje en los canales Trinidad, Concepción, Wide, Murray y Ladrilleros.
- 1980 AGS “Yelcho” al mando del comandante Eduardo Berardi realiza sondaje en la Angostura Inglesa, paso del Indio, puerto Gray, Edén y Riofrío.[10]